# Polarstjärnblomma
Polarstjärnblomma (Stellaria longipes) är en växtart i familjen nejlikväxter.